# Des anges et des insectes
Pour plus de détails, voir Fiche technique et Distribution.
Des anges et des insectes (Angels and Insects) est un film américano-britannique réalisé par Philip Haas, sorti en 1995, tiré du roman Angels and Insects d'Antonia Susan Byatt.

## Synopsis
Après un long voyage à travers la jungle amazonienne sans un sou dans sa poche, le naturaliste et explorateur William Adamson fait la connaissance de l'aristocrate et révérend Albâtre. En tant que collectionneur d'insectes, le révérend est fasciné par les histoires de William et invite le jeune homme dans son manoir.

## Fiche technique[1]
- Titre : Des anges et des insectes

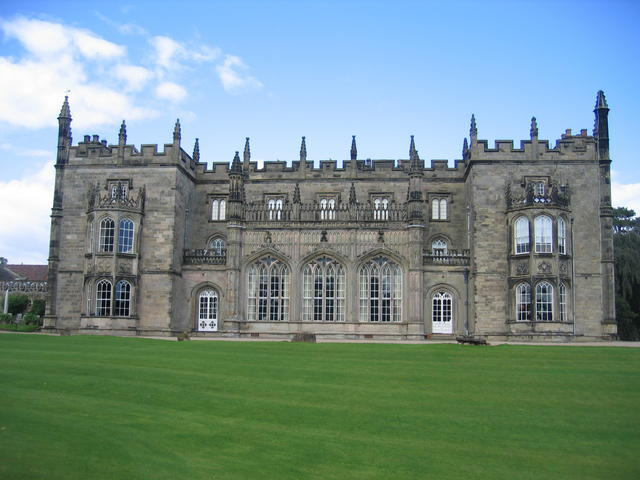
Arbury Hall dans le comté de Warwickshire, lieu de tournage du film

- Titre original : Angels and Insects
- Réalisation : Philip Haas
- Scénario : Belinda et Philip Haas, adapté du roman Morpho Eugenia de A. S. Byatt
- Direction artistique : Alison Riva
- Musique : Alexander Balanescu
- Décors : Jennifer Kernke
- Costumes : Paul Brown
- Photographie : Bernard Zitzermann
- Montage : Belinda Haas
- Production : Belinda Haas, Joyce Herlihy et Kerry Orent
  - Production déléguée : Lindsay Law
- Société de production : Playhouse International Pictures et The Samuel Goldwyn Company[2]
- Distribution :
  -  États-Unis : The Samuel Goldwyn Company[2]
  -  Belgique : RCV Film Distribution[2]
- Budget :
- Pays :  États-Unis et  Royaume-Uni
- Format : Couleur - Son : Dolby Digital, DTS, SDDS - 1,85:1 - Format 35 mm
- Genre : Drame
- Durée : 116 minutes (3 189 m[3])
- Dates de sortie[4] :
  -  Canada : 10 septembre 1995 (Festival international du film de Toronto)
  -  Royaume-Uni : 5 novembre 1995 (Festival du film de Londres)
  -  France : 15 novembre 1995
  -  États-Unis : 26 janvier 1996

## Distribution
| - Mark Rylance (VF : Gabriel Le Doze) : William Adamson - Kristin Scott Thomas : Matty Crompton - Patsy Kensit : Eugenia Alabaster Adamson - Jeremy Kemp : Sir Harald Alabaster - Douglas Henshall : Edgar Alabaster - Annette Badland : Lady Alabaster - Chris Larkin : Robin - Anna Massey : Miss Mead - Saskia Wickham : Rowena Alabaster - Lindsay Thomas : Lady Alabaster's Maid - Michelle Sylvester : Margaret Alabaster - Clare Lovell : Elaine Alabaster - Jenny Lovell : Edith Alabaster - Oona Haas : Alice Alabaster - Angus Hodder : Guy Alabaster |

## Critiques
- Des anges et des insectes atteint 68 % de bonnes critiques sur Rotten Tomatoes[5].
- Des anges et des insectes atteint la note de 7,0/10 (sur 2.549 votes) sur l'Internet Movie Database.

## Distinctions[6]

### Récompenses
- 1996 : Evening Standard British Film Awards dans la catégorie meilleure actrice pour Kristin Scott Thomas
- 1996 : Special Recognition au National Board of Review

### Nominations et sélections
- 1995 : compétition officielle au Festival de Cannes
- 1997 : nomination à l'Oscar de la meilleure création de costumes pour Paul Brown
- 1997 : nomination au Chlotrudis Award dans la catégorie meilleure actrice pour Kristin Scott Thomas